# Odontites cebennensis
Odontites cebennensis är en snyltrotsväxtart. Odontites cebennensis ingår i släktet rödtoppor, och familjen snyltrotsväxter.

## Underarter
Arten delas in i följande underarter:
- O. c. cebennensis
- O. c. olotensis